# 安德烈亞波爾
56°39′N 32°16′E / 56.650°N 32.267°E
安德烈亞波爾（俄语：Андреа́поль）是俄羅斯特維爾州西部的一個城市，位於西德維納河畔，距特維爾以西280公里。2002年人口9317人。
安德烈亞波爾於1907年建立，1967年建市。